# Militantis Ecclesiae
Militantis Ecclesiae (en español, De la Iglesia militante) es la sexagésimo cuarta encíclica del papa León XIII. La encíclica datada el 1 de agosto de 1897 rememora la santidad de Pedro Canisio. Aunque en la publicación en el Acta Sanctae Sedis de la encíclica no se indican unos destinatarios concretos, del texto se deduce que se dirige directamente a los obispos de Alemania, Austria y Suiza.

## Pedro Canisio
Pedro Canisio nació en Nimega en 1521 y falleció en Friburgo en 1597. Estudio en la Universidad de Colonia, obteniendo en 1540, con solo 19 años, el grado de maestro en artes. Poco después entró en contacto con Pedro Fabro, e ingresó en la Compañía de Jesús en 1543. Durante su vida -cuando la doctrina de Lutero se extendía por Alemania- desarrolló un impresionante apostolado, recorrió todas las tierras del imperio germánico, fundó numerosos colegios, y predicó incansablemente, publicando un catecismo que, ya durante  su vida tuvo doscientas ediciones y fu traducido a quince idiomas.
Es conocido como el segundo apóstol de Alemania, continuador -como León XIII recoge en esta encíclica;- la evangelización de San Bonifacio. Fue beatificado por el papa Pío IX, el 20 de noviembre de 1864 canonizado y declarado doctor de la Iglesia por Pío XI en 1925.

## Contenido de la encíclica
Militantis Ecclesiae suadet utilitas, non minus quam decus, ut quos excellens virtus ac pietas altius evexit ad gloriam triumphantis, eorum solemni ritu saepius memoria instauretur&nbsp.
La utilidad de la Iglesia militante, no menos que su honor, aconseja renovar constantemente, con toda solemnidad, la memoria de aquellos varones cuya eminente virtud y piedad les han elevado a la gloria de la Iglesia triunfante 

En este sentido, y con motivo del tercer centenario de la muerte de Pedro Canisio el papa, tal como indica al comienzo de la encíclica, quiere animar a seguir su ejemplo ya que, en unas circunstancias similares a las actuales, supo apartar de la el afán de cosas nuevas y una falsa libertad en la doctrina.

### El ejemplo de Canisio en la defensa de la fe
En una Alemania aquejada por la reforma luterana Canisio puso su empeño en defender la fe, enseñando las ciencias sagradas en la universidad de Colonia Ingolstadt y Viena, y revelando de la filosofía escolástica. Además, junto con esta labor en la ciencia más elevada, presto atención a la instrucción de los niños y a la enseñanza del pueblo. Así junto a la Summa que publicó, digna de los Padres de la Iglesia, escibió dos catecismos, una para la instrucción religiosa de los niños, y otro para los jóvenes que iniciaban estudios universitarios.

### Fe y cultura
La encíclica destaca el ejemplo de Canisio en la unión de fe y cultura; y exhorta a los obispos para que mueven a los fieles a que profundicen en las ciencias humanas, pues en esta época más que en ninguna otra es provechosa la erudición y la doctrina, pues la defensa de la doctrina precisa toda clase de conocimientos:

Las mismas fuerzas se han de emplear en rechazar el ataque de los enemigos; ocupando antes su lugar; arrancando de sus manos las armas con que pretenden romper toda alianza entre lo divino y lo humano, y así será fácil a los varones católicos, dotados de ese vigor e instrucción, demostrar palmariamente, que la fe divina no solo no entorpece el progreso de la humanidad, antes por el contrario es 6 como su complemento y perfección.

### Importancia de las escuelas católicas
Ha de cuidarse la enseñanza de los jóvenes disponiéndose para esto de escuelas católicas de modo que no la religión está presente, no solo en la enseñanza de la  doctrina, sino informando todas las enseñanzas; para ello los profesores deben atender no solo a los contenidos propios de cada disciplina, sino ante todo a la verdadera sabiduría, cuyo principio es el temor de Dios; de este modo ha de unirse la piedad a la enseñanza, pues

el conocimiento de muchas cosas debe llevar consigo unido el cuidado de educar el ánimo; de modo que la religión informe y domine todo estudio, sea el que sea, y de tal manera sobresalga entre todo por su majestad y suavidad, que deje como aguijones en las almas de los jóvenes.

### Educación superior católica
La religión debe estar también presente. El papa recuerda como en los estatutos de la universidades, como sucedía en la Sorbona, se exigía que nadie pudiese alcanzar el máximo grado en los estudios, sin haber obtenido el doctorado en teología. De este modo los papas, desde León X, quisieron que los ateneos romanos y las llamadas universidades de estudios educasen a la juventud bajo la garantía de la religión cristiana. Esto mismo recomienda el papa a los obispos de modo que en las escuelas medias, gimnasios, liceos y academias se respeten los derechos de la religión.

### Emular a Canisio
Concluye el papa la encíclica pidiendo a los obispos que emulen a Canisio, y procuren contar con muchos colaboradores entre los que se dedican a la enseñanza

Pues, si tienen presente lo que agradaba a los antiguos, que la ciencia separada de la justicia más merece el nombre de habilidad que el de ciencia, o mejor, si grabasen en sus ánimos lo que afirman las sagradas letras, vanos son todos los hombres en quienes no reina la ciencia de Dios, sabrán usar las armas de la doctrina no tanto para provecho propio como para utilidad común.

Obtendrán así los mismos frutos que obtuvo Pedro Canisio en sus colegio: los jóvenes resultarán solícitos para la ciencia y la virtud, y preparados para hacer frente al error y las tentaciones.